# Parajubaea sunkha
Parajubaea sunkha,   la palmera sunkha, o palma de zunkha,   es una especie de planta con flor de la familia de las palmeras (Arecaceae).

## Distribución
Es una de las cuatro palmeras exclusivas (endémicas) de Bolivia:  sólo se encuentra en  la provincia de Vallegrande.  Está fuertemente amenazada de extinción por pérdida de hábitat.

## Hábitat
Sus hábitats son las selvas secas subtropicales o tropicales,  sabanas secas,  pastizales secos subtropical o tropical de tierras bajas, tierra arable, jardines rurales, área urbana, bosques intensamente degradados.
Se registra en un área de ocupación de 56 km², la cual a su vez es muy fragmentada. Si esta palma no tiene perturbaciones se regenera abundantemente; sin embargo, esta especie considerada rara presenta impactos negativos para su dinámica de regeneración por:  sobrepastoreo, clareo para agricultura, quemas, y uso de las fibras de la palma. En muchos lugares, esta palma es un directo competidor de la agricultura. La exigencia de talar los fustes más altos cuando su productividad disminuye indica que la palma no será conservada a menos que provea beneficios socioeconómicos importantes para los campesinos.

## Usos
Las hojas de la palma producen una fibra usada por los habitantes locales para colchones, cuerdas, etc. Estos productos son utilizados para subsistencia y esporádicamente se los puede encontrar vendidos en mercados locales.

## Taxonomía
Parajubaea cocoides fue descrita por M.Moraes y publicado en Novon 6(1): 85, f. 1a–g. 1996.
Etimología
Parajubaea: nombre genérico compuesto que proviene de para = "cercana" y jubaea, indicando su cercanía con el género Jubaea.